# Boby na Zimních olympijských hrách 2002
Jízda na bobech na Zimních olympijských hrách 2002 probíhala v Olympijském parku v Utahu. Soutěžilo se ve třech závodech a poprvé soutěžili i ženy.
Soutěže zahrnovaly čtyři rozjížďky. V první a třetí rozjížďce startovaly týmy dle vylosovaného pořadí. Ve druhé rozjížďce bylo pořadí startující dle umístění po první rozjížďce. A závěrečná čtvrtá rozjížďka se jela podle pořadí po prvních třech rozjížďkách. Konečné pořadí se určovalo na základě celkového času ze všech čtyř rozjížděk.

## Medailové pořadí zemí
| Pořadí | Země                         | Zlato | Stříbro | Bronz | Celkově |
| ------ | ---------------------------- | ----- | ------- | ----- | ------- |
| 1.     | Německo (GER)                | 2     | 1       | 1     | 4       |
| 2.     | Spojené státy americké (USA) | 1     | 1       | 1     | 3       |
| 3.     | Švýcarsko (SUI)              | 0     | 1       | 1     | 2       |
|        | Celkem                       | 3     | 3       | 3     | 9       |

## Medailisté

### Muži
| Disciplína | Zlato                                                                    | Výkon   | Stříbro                                                                                     | Výkon   | Bronz                                                                             | Výkon   |
| ---------- | ------------------------------------------------------------------------ | ------- | ------------------------------------------------------------------------------------------- | ------- | --------------------------------------------------------------------------------- | ------- |
| dvojbob    | Německo (GER) · Christoph Langen · Markus Zimmermann                     | 3:10,11 | Švýcarsko (SUI) · Christian Reich · Steve Anderhub                                          | 3:10,20 | Švýcarsko (SUI) · Martin Annen · Beat Hefti                                       | 3:10,62 |
| čtyřbob    | Německo (GER) · André Lange · Enrico Kühn · Kevin Kuske · Carsten Embach | 3:07,51 | Spojené státy americké (USA) · Todd Hays · Randy Jones · Bill Schuffenhauer · Garrett Hines | 3:07,81 | Spojené státy americké (USA) · Brian Shimer · Mike Kohn · Doug Sharp · Dan Steele | 3:07.86 |

### Ženy
| Disciplína | Zlato                                                              | Výkon   | Stříbro                                                        | Výkon   | Bronz                                                  | Výkon   |
| ---------- | ------------------------------------------------------------------ | ------- | -------------------------------------------------------------- | ------- | ------------------------------------------------------ | ------- |
| dvojbob    | Spojené státy americké (USA) · Jill Bakkenová · Vonetta Flowersová | 1:37,76 | Německo (GER) · Sandra Prokoff-Kiriasisová · Ulrike Holznerová | 1:38,06 | Německo (GER) · Susi Erdmannová · Nicole Herschmannová | 1:38,29 |